# Wapenboek van Gorrevod
Het Wapenboek van Gorrevod (Fr: Armorial de Gorrevod) is een laatmiddeleeuwse verzameling wapentekeningen of een wapenboek met bijhorende blazoenering.

## Toelichting
Het wapenboek vervaardigd rond 1425 door uitzonderlijke tekenaars telt 1600 verschillende wapens heeft vooral betrekking op het Hertogdom Brabant. Het maakte deel uit van de kunstverzameling J.B. Houwaert, die stadssecretaris was in Brussel in de 17e eeuw en is genoemd naar de oudst bekende eigenaar, Charles Emmanuel de Gorrevod (13.12.1569-4.11.1625), een dignitaris van de hertogen van Boergondië. Nadien ging het werk over naar Jacques de Grez, wapenkoning van Brabant. In 1932 werd het verworven door de Koninklijke Bibliotheek van België of de Albertina. Het handschrift bevat onder meer een kopie van het wapenregister van Anton van Bourgondië (1384-1415) hertog van Brabant en Limburg die sneuvelde in Azincourt in 1415. Het wapenboek Gorrevod meet 22 bij 16 cm was destijds een werkinstrument voor de heraut. Dat verklaart de hoge sleet en de verspreiding van losse folia. Door de aanwinst van elf folia met wapentekeningen (ms. IV 1301) die toebehoorden aan graaf de Limburg Stirum kon de Koninklijke Bibliotheek van België het in haar bezit zijnde wapenboek van Gorrevod vervolledigen.